# Heinz Wuschech
Heinz Wuschech (* 2. Mai 1933 in Spremberg; † 11. September 2020 in Berlin) war ein deutscher Sportmediziner.

## Leben
Wuschech schloss 1954 ein Sportstudium an der Deutschen Hochschule für Körperkultur (DHfK) in Leipzig ab und studierte dann Medizin. 1959 legte er an der Universität Leipzig seine Doktorarbeit zum Thema „Kreislauf- und Stoffwechseluntersuchungen an 40–80jährigen klinisch gesunden, sporttreibenden Männern“ vor. Seine chirurgische Ausbildung erhielt er in Spremberg, dann arbeitete er als Chirurg an der Charité in Berlin. Als Sportmediziner war Wuschech ab 1962 für Dynamo Berlin tätig.
Er war in den 1960er und 1970er Jahren an zahlreichen wissenschaftlichen Untersuchen beteiligt, unter anderem zu den Themen „Sauerstoffverbrauch, Sauerstoffpuls und Atemäquivalentes bei Wintersportlern“ (1964), „Erfassung und Beurteilung der sportlichen Leistungsfähigkeit aus der Sicht der Laboruntersuchung“ (1966), Verfahren leistungsdiagnostischer Untersuchungen (1967), „Das Verhalten des Säure-Basen-Status bei erschöpfender Doppelbelastung“ (1967), dem Begriff der Dauerleistungsgrenze (1967), der „Trainingsmethodik in den Ausdauerdisziplinen“ (1967) sowie „trainingsphysiologischen Probleme in Ausdauersportarten und die adäquaten sportärztlichen Untersuchungsmethoden“ (1965).
An der Sportärztlichen Hauptberatungsstelle in Berlin war er bis 1976 Chefarzt sowie ebenso von 1962 bis 1976 Verbandsarzt des Deutschen Skiläufer-Verband (DSLV) der DDR. Er betreute in letzterer Tätigkeit Sportler der nordischen Skidisziplinen unter anderem bei Olympischen Winterspielen. Da er über Kontakt in die BRD verfügte, musste er 1976 seine Tätigkeit als Sportmediziner bei Dynamo Berlin auf Veranlassung des Ministeriums für Staatssicherheit aufgeben. Wuschech war später Arzt beim Fußball-Oberligisten Union Berlin. Als es dort 1985 einen Anabolika-Fall gab, wurde er entlassen.
Laut dem Beitrag „Entstehung und Funktionsweise des DDR-Zwangsdopings: Doping in einem geschlossenen System und die Grenzen der biologischen Leistungsfähigkeit“ von Giselher Spitzer, der im 2008 veröffentlichten Buch „Hormone und Hochleistung: Doping in Ost und West“ erschien, sei in der DDR in den 1960er Jahren die „praktischer Erprobung“ von Steroiden „unter der Leitung des Zivilangestellten des Staatssicherheitsdienstes Dr. med. Heinz Wuschech“ erfolgt. Laut Spitzer gehörte Wuschech ab Ende der 1960er Jahre der von Manfred Höppner geleiteten „Kommission für Leistungsbeeinflussung“ sowie ab 1971 der „Kontrollgruppe Sportmedizin“ an, deren Mitglieder sich unter anderem mit der Wirkungsweise von Dopingmitteln befassten. Demzufolge legte Wuschech im März 1971 den „Sapporo-Bericht Sportmedizin“ vor, in dem unter anderem der Zusammenhang zwischen Hochleistungstraining und Einsatz „leistungsfördernder und -stabilisierender Maßnahmen“ thematisiert wird. „Infusions- und Anabolikaprogramme“ werden in Wuschechs Bericht bei der „Anwendung gezielter leistungsbeeinflussender Maßnahmen“ ebenso wie Physiotherapie und Diätregime genannt.
Wuschech war eine der Hauptquellen des kanadischen Autors Doug Gilbert bei der Erstellung des 1979 erschienenen Buches „The Miracle Machine“, das das Sportsystem der DDR beschreibt.
Im 2012 veröffentlichten Buch „Weißkittel und Wunderwaffe: Gedanken über Sportmedizin, Doping und andere Arztgeheimnisse“ beklagte er die verbreitete Sichtweise, dass der Erfolg des DDR-Sports „einzig den blauen, grünen oder rosa Pillen geschuldet war, die Leute wie ich angeblich rund um die Uhr an die Athleten verteilt hätten“. In seinem Buch „Hexenküche DDR?: ein DDR-Sportarzt packt aus“, das er 1998 herausbrachte, betonte er in Bezug auf den DDR-Sport: „Das eigentliche Erfolgskonzept beruhte aber auf der Auswahl von Talenten, einer wissenschaftlich begründeten Trainingsmethodik und einer kontinuierlichen medizinischen Betreuung der Sportler“. Bezüglich Doping schrieb er im selben Werk unter anderem: „Natürlich mussten »unterstützende Mittel« im weitesten Sinne zur Regeneration eingesetzt werden, um die enormen physischen Belastungen im Trainingsprozess zu kompensieren.“ Das Dopingproblem sei ein weltweites, woran laut Wuschech „alte und neue BRD ebenfalls ihren Anteil haben“. Wuschech schreibt in „Hexenküche DDR?: ein DDR-Sportarzt packt aus“ ebenfalls von einem Austausch über unterstützende Mittel mit Trainern und Sportmedizinern aus der BRD im Jahr 1974, die seinem Bericht zufolge einen Erfahrungsaustausch mit ihren ostdeutschen Kollegen gesucht hätten. Den Vorwurf von Werner Franke, die DDR-Sportmedizin habe Menschenversuche mit unterstützenden Mitteln durchgeführt, wies Wuschech in seinem Buch zurück.
1999 brachte Wuschech gemeinsam mit Margot Budzisch und Klaus Huhn das Buch „Doping in der BRD: ein historischer Überblick zu einer verschleierten Praxis“ heraus, in dem unter anderem anhand der Fälle Birgit Dressel und Jupp Elze Dopingpraktiken in der Bundesrepublik Deutschland aufgezeigt und erläutert werden.
Wuschech war lange Jahre als Chefarzt für Chirurgie im Städtischen Krankenhaus in Berlin-Weißensee und danach in der Tagesklinik Esplanade in Berlin-Pankow in Orthopädie und Chirurgie tätig. 2013 wurde er von Pierre Pagé, damals Trainer der Eishockeymannschaft Eisbären Berlin, in die Saisonvorbereitung einbezogen. Als Dozent zum Thema Arthroskopie war er als Dozent und Mitglied der Wissenschaftlichen Leitung bei zahlreichen sportmedizinischen Symposien tätig.
Wuschech war langjährig Arzt und Freund von Alexander Schalck-Golodkowski, über den er gemeinsam mit Frank Schumann 2012 das Buch „Schalck-Golodkowski. Der Mann, der die DDR retten wollte“ herausgab. 2013 veröffentlichte Wuschech das autobiographische Werk „Opa, erzähl mal“.